# خاردم کاکل‌سیمی
خاردم کاکل‌سیمی (نام علمی: Discosura popelairii) نام یک گونه از سرده خاردم است.